# التعليم في الكاميرون

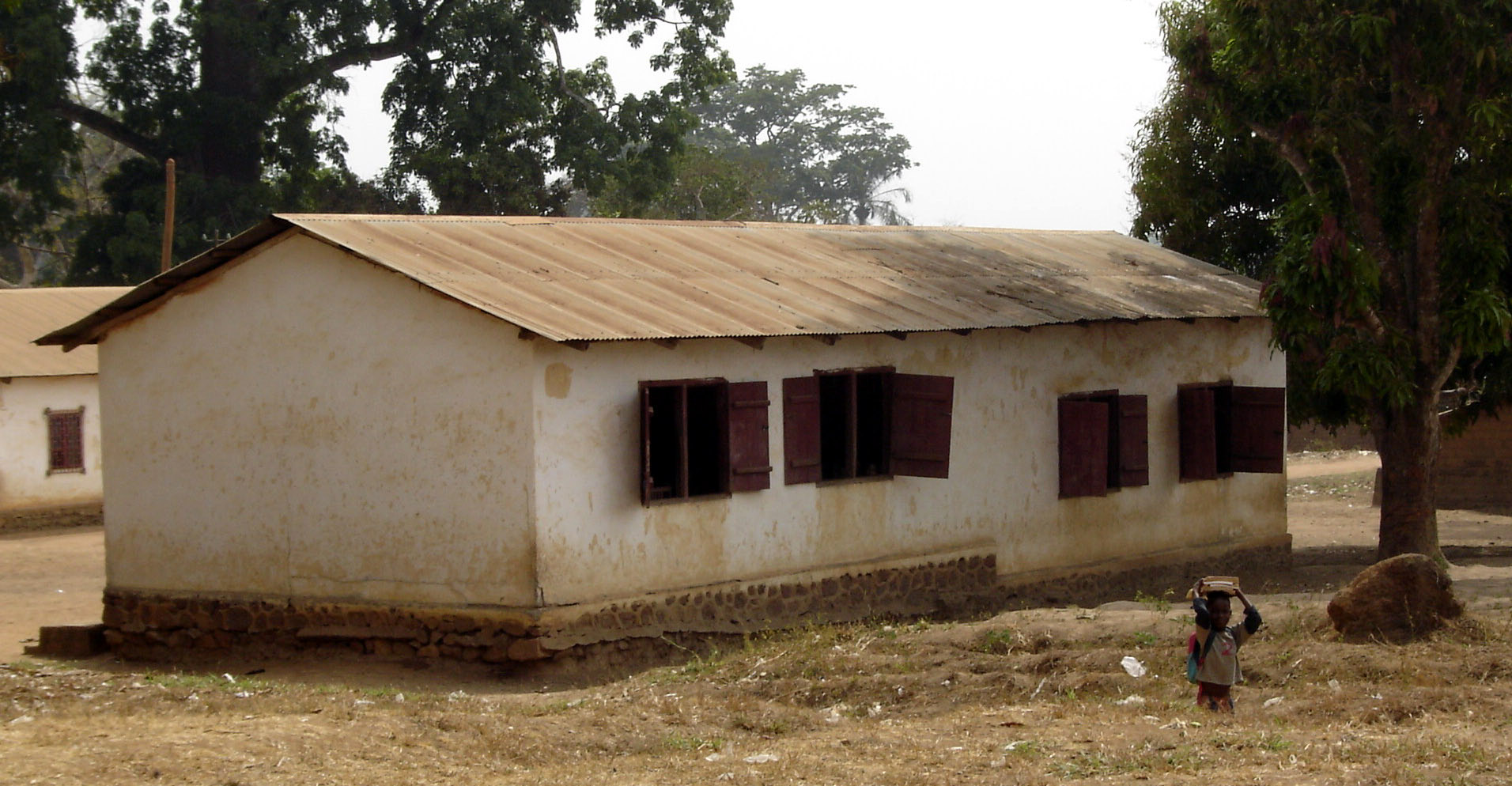
مدرسة في بانكيم، الكاميرون

كاميرون هي دولةفي وسط أفريقيا تقع على خليج غينيا. كان متحدثو البانتو من بين المجموعات الأولى التي إستقرت في الكاميرون، تلاهم مسلمو الفولاني حتى الهيمنة الألمانية في عام 1884. بعد الحرب العالمية الأولى، استولى الفرنسيون على ثمانون بالمئة من المنطقة، والبريطانيون على عشرين بالمئة. بعد الحرب العالمية الثانية مُنح الحكم الذاتي وفي عام 1972 تم تشكيل جمهورية وحدوية من شرق وغرب الكاميرون. حتى عام 1976كان هناك نظامان تعليميان منفصلان، الفرنسية والإنجليزيةولم يندمجا بسلاسة. وتعتبر اللغة الفرنسية الآن لغة التدريس الأساسية. لا يتم تدريس اللغات المحلية عمومًا نظرًا لكثرة عددهاكما أن الإختيار بينها من شأنه أن يثير المزيد من المشكلات.

## روابط خارجية
- Classbase الكاميرون
- قائمة جامعات الكاميرون
- باللغة الفرنسية جامعات الكاميرون في CamerounContact
- الصفحة الشخصية للشبكة الدولية للتعليم العالي في أفريقيا بالكاميرون
- تاريخ مؤسسات التعليم العالي الخاصة في الكاميرون
- كامرباور | أفضل موقع تعليمي في الكاميرون